# 椎名隆彦
椎名 隆彦（しいな たかひこ、1979年 - ）は、日本のIT技術者、ウェブクリエイターである。ペンネームとして「しーなねこ」を使用している。「エクストリーム出社」を提唱し、日本エクストリーム出社協会の共同代表を務める。また「リアル桃鉄」の発案者としても知られる。

## 経歴
1979年生まれ。会社員。IT企業に勤務しており、インターネット地図サイト「MapFan」において観光情報を担当していた。
2004年に五十嵐一成と共に「リアル桃鉄」プロジェクトを立ち上げた。また2008年には「サイレンツ」というお笑いコンビのメンバーとしてM-1グランプリで3回戦に進出した経験もある。
天谷窓大と共に日本エクストリーム出社協会を設立し、「エクストリーム出社」というライフスタイルを提唱している。ライターとしてマイナビニュース等で執筆をしている。

## 活動内容

### エクストリーム出社
「エクストリーム出社」とは、早朝からレジャー活動を行い、その後定時に出社するという、リフレッシュを主な目的とした新しいライフスタイルである。遅刻しないこと、他人に迷惑をかけないこと以外にルールはなく、観光、グルメ、キャンプ、スポーツなど様々な活動が奨励されている。
このコンセプトは、共同創設者の天谷がストレスから出社拒否になりかけ、出社までの時間を潰すために街を彷徨っていた経験がきっかけとなり、椎名がそれを「早朝にレジャーを全力で楽しんでから出社する特別な出社」として定義したものである。
活動が様々なメディアで取り上げられ、2013年に「全国一斉エクストリーム出社大会」などのイベントを主催している。また、アップルストア銀座でのシンポジウム開催など、様々な企業とのコラボレーションも行っている。

### リアル桃鉄
「リアル桃鉄」は、通勤や電車の旅を、人気ボードゲーム「桃太郎電鉄」の現実版のように体験できるプロジェクトである。2004年に椎名と五十嵐一成によって立ち上げられ、同年には16チーム32名が参加するイベントも開催された。

### オンライン活動
「しーなねこ」としてブログ「しーなねこの記録」を運営している。このブログでは「iDish」というコンセプト（iPadを仮想的な皿として利用するアイデア）を紹介し、ソフトバンクの孫正義に賞賛されるなど話題となった。
フリーソフトゲームの開発も行っており、「しーなねころじ〜」「走れシーナロボ」「ぱんち道」などの作品がある。これらのゲームには、「シーナロボ」という黄色いひよこのような外見で赤い鼻を持つキャラクターが登場する。

## 著書

### 共著
- 『サラリーマンは早朝旅行をしよう！ 平日朝からとことん遊ぶ「エクストリーム出社」』（日本エクストリーム出社協会 編著、SB新書、2014年）ISBN 978-4797376050[13]